# マツコ×モモコのすっっっごい大阪 仲良し2人のおまかせ旅
『マツコ×モモコのすっっっごい大阪 仲良し2人のおまかせ旅』（マツコ×モモコのすっっっごいおおさか なかよしふたりのおまかせたび）は、MBSテレビで2022年11月16日に放送されたバラエティ番組。

## 概要
マツコが大阪を知り尽くす親友、モモコと一緒に大阪の梅田、難波、天王寺を歩いて、食べて、体験するロケバラエティである。
撮影日の11月4日にはマツコとモモコが『よんチャンTV』に生出演した。
2023年2月8日20:00～21:57にCBCテレビでも放送された。

## 出演者
- マツコ・デラックス[1]
- ハイヒールモモコ[1]

### おまかせアテンダー
- 酒井藍
- トミーズ健
- 山中真（MBSアナウンサー）

### ナレーション
- 有働由美子

### PR大使
- ダイアン津田[2]

## 視聴率
- 14.2%（世帯平均）
- 25.2%（世帯占拠率）
- 8.8%（個人全体）
- 26.7%（個人全体占拠率）

いずれも時間帯トップだった。
最高視聴率は、マツコとモモコが道頓堀のグリコ前を訪れ、難波担当のおまかせアテンダー・酒井藍と出会ったシーンであり、世帯平均16.1%、個人全体が10.3%を記録した。

## スタッフ
- ナレーション：有働由美子
- 構成：渡邉仁、山下貴、くらやん、山田泰葉、七野ヒロユキ
- カメラ：中村敦、森裕太、西川真、武田和仁
- 音声：安田すすむ、菅野龍弥
- 照明：藤井克則、中本智大
- MA / 音効：山本大輔、新田陽子、古川靖久
- 編集 / CG：加田晃紀
- 編集：加藤丈晴、村井充、片山あゆ
- タイトル：山下みゆき、池田佳穂、佐藤渚、玉川愛美、中嶋恵子
- 美術：松尾光生
- 衣装：中里智弘
- メイク：高橋永充
- 編成：増井一徳
- 宣伝：福本晋悟、稲付晴日
- HP：青木良、佐藤初那
- スチール：奥田晃介
- デスク：盛田こずえ
- 技術協力：atelier、タグボート、リベンジview、アーチェリープロ、放送映画、SAプロ
- 美術協力：モア、アイズ、高津商会、東京衣装、京阪商会、MBS企画
- 衣装協力：Belle Femme、Ba.Jiara
- 協力：メディアプルポ、ブリッジ、クラッチ、ダイズ、イノセント、戯音工房、フォレスト、エキスプレス、ウエスト、劇団ひまわり、OFFICE MINAMIKAZE、namBa HIPS、株式会社ヒット
- ブッキングプロデューサー：金丸高史
- MP：坂下尚代
- AP：伊藤弥生
- AD：渡邊夕貴、山中千尋、田中純奈
- ディレクター：藤原慎平、渡辺智之、西川知似、吉澤奨悟
- 総合演出：氏家聡志
- プロデューサー：京原雄介
- チーフプロデューサー：越智暁
- 製作協力：吉本興業、ナチュラルエイト
- 制作著作：毎日放送（MBS）